# SIG Sauer
SIG Sauer GmbH è un'azienda svizzera produttrice di armi da fuoco, fondata nel 1976. Attualmente è controllata dalla Swiss Arms.

## Storia
Venne formata in seguito ad un partnership tra 1976 tra la Schweizerische Industrie Gesellschaft e la J.P. Sauer & Sohn.
Nel 1985 venne creata la SIGARMS negli USA per importare nel Paese i prodotti dell'azienda tedesca.
Negli anni 2000 ha ricevuto due importanti commesse di svariati milioni di dollari da parte del governo statunitense, e 1/3 delle forze di polizia americane usa le sue armi. A partire dal 2017 la SIG Sauer P320 ha sostituito la Beretta M9 come pistola d'ordinanza dell'esercito statunitense, vincendo una commessa di 580 milioni di dollari.
Il 19 aprile 2022 l'esercito degli Stati Uniti ha assegnato a SIG Sauer un contratto di 10 anni per la produzione del fucile XM5, insieme alla mitragliatrice leggera L.M.G. XM250, per sostituire rispettivamente l'M4 e l'M249.
Attualmente impiega circa 280 lavoratori ed è diventata una delle maggiori fabbriche d'armi negli USA. Ha una scuola di addestramento, la SIG SAUER Academy, a Epping, nel New Hampshire.

## Prodotti

### Pistole
- SIG-Sauer 1911-22
- SIG P210
- SIG Sauer P220
- SIG Sauer P225
- SIG P245

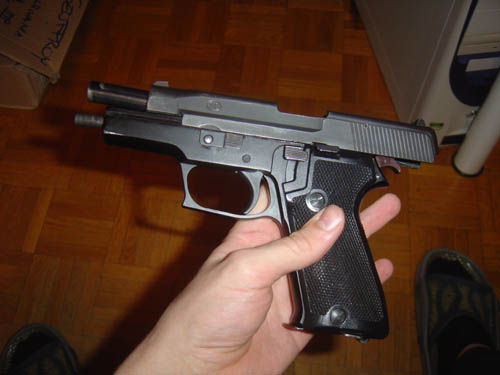
Una SIG Sauer P220, ordinanza dell'esercito svizzero, con carrello arretrato

- SiG Sauer P226 LDC (long dust cover)
- SIG Sauer P226
- SIG Sauer P228 (adottata dalle forze armate degli Stati Uniti come pistola M11)
- SIG Sauer P229
- SIG Sauer P230
- SIG P232
- SIG Sauer P238
- SIG P239
- SIG P250 DCc
- SIG Sauer P320
- SIG GSR (clone del M1911)
- SIG Mosquito
- SIG Pro series (incluse SP 2009, SP 2022 e SP 2340)

### Fucili
Blaser
- HKS
- K95
- Blaser 93
- Blaser 93 Tactical
- LRS2

Mauser
- M 03 Basic
- M 03 Extreme
- M 03 Trail
- M 03 Match / Jagdmatch
- M 03 Solid
- M 03 Africa
- M 03 Arabesque
- M 03 De Luxe
- M 03 Old Classic
- M 03 Alpine
- M 98
- M 98 Magnum

Sauer & Sohn
- Sauer 90 (dismessa nel 2008)
- Sauer 200 str
- Sauer 202
- S 200 TR target rifle
- Sauer SIGM400

Swiss Arms
- SIG SG 510 (Fass 57 / Stgw 57)
- SIG SG 540
- SIG SG 542
- SIG SG 550 (Fass 90 / Stgw 90)
- SIG SG 551
- SIG SG 552
- SIG SG 556
- SSG 2000
- SSG 3000
- Two-Ten

### Pistole-mitragliatrici
- SIG-Sauer MPX

### Mitragliatrici
- MG 710, basata sulla MG42, conosciuta anche come MG55.